# Saint-Anaclet-de-Lessard
Pour les articles homonymes, voir Lessard.
Saint-Anaclet-de-Lessard est une municipalité de paroisse de la province de Québec, au Canada, située dans la municipalité régionale de comté de Rimouski-Neigette, au Bas-Saint-Laurent.

## Topynymie
Elle est nommée en l'honneur du pape Anaclet Ier.

## Histoire
Le 8 mars 1696, le gouverneur Frontenac concède la seigneurie de Lessard à Pierre de Lessard et à Barbe Fortin. Pendant 200 ans, Saint-Anaclet a subi bien des modifications territoriales à la suite d'échanges et d'annexions afin de répondre aux exigences des seigneurs de l’époque.
La proclamation d’érection civile de Saint-Anaclet date du 9 mai 1859. Cependant, ce n’est que le 14 septembre suivant qu’un premier cadastre est déposé définissant les premières limites territoriales de la municipalité. Le 27 juin 1892, la municipalité agrandit son territoire avec l’annexion du Canton Neigette.
Le 7 août 1945, un violent incendie au Couvent des Sœurs du Saint-Rosaire se propage et détruit le centre du village. Une partie de la rue Banville et de la rue Principale, à l’ouest de l’église partent en fumée. Mais il aura suffi de quelques années pour que de nouvelles constructions effacent les traces de ce désastre.
Après la période d’exode rural, la population de Saint-Anaclet s’accroît depuis la fin des années 1960. C’est le phénomène d’urbanisation faisant passer la population de 1 450 à 2 750 en 40 ans. On assiste alors au déclin de l’industrie forestière et à la transformation du secteur agricole marqué par la diminution du nombre de fermes, remplacées par de grandes exploitations. De nouveaux développements viennent s’ajouter aux axes urbains d’origine que forment les rues Principale et de la Gare. La Municipalité se dote de nouvelles infrastructures et ajoute des services à ses contribuables toujours plus nombreux.
Les années 2000 suscitent beaucoup d’effervescence. Les fusions municipales ravivent des passions. Le 23 avril 2001, une résolution du Conseil municipal exprime le refus d’être annexé à Rimouski. De nouvelles rues et un parc industriel sont aménagés.

## Géographie
Saint-Anaclet-de-Lessard est située à 8 kilomètres à l’Est de Rimouski. Elle est accessible par le boulevard du Sommet et l'autoroute 20. La municipalité est séparée par la rue Principale (2e rang). La rue de la Gare, quant à elle, mène à la zone industrielle et commerciale située à la sortie de l’autoroute 20.
La rivière Neigette délimite le sud-est de la municipalité puis coule vers le nord-est.
La Petite rivière Neigette la traverse du sud-ouest vers le nord-est jusqu'à sa confluence avec la rivière Neigette.
La rivière à Paquet y traverse le sud-est vers l'ouest jusqu'à sa confluence avec la rivière Neigette.
À partir du lac Blanc(d), dans le centre-ouest de la municipalité, la rivière Germain-Roy coule vers le nord.
À partir de son crénon, dans le centre-ouest, la rivière du Bois Brûlé coule vers le sud-ouest.

## Démographie
| 1996  | 2001  | 2006  | 2011  | 2016  | 2021  |
| ----- | ----- | ----- | ----- | ----- | ----- |
| 2 546 | 2 592 | 2 644 | 3 035 | 3 071 | 3 019 |

Le recensement de 2011 y dénombre 3 035 habitants soit 14,8 % de plus qu'en 2006.
Saint-Anaclet-de-Lessard fait partie de l'agglomération de recensement de Rimouski qui, en 2011, comptait 50 912 personnes.

## Administration
Les élections municipales se font en bloc pour le maire et les six conseillers.
| Saint-Anaclet-de-Lessard Maires depuis 2001                                                                          |                   |         |          |
| Élection | Maire             | Qualité | Résultat |
| 2001 | Alain Dumas       |         | Voir     |
| 2005 | Raoul Gagnon      |         | Voir     |
| n/d | Francis St-Pierre |         | n/d      |
| 2009 | Francis St-Pierre | Voir    |          |
| 2013 | Francis St-Pierre | Voir    |          |
| 2017 | Francis St-Pierre | Voir    |          |
| 2021 | Francis St-Pierre | Voir    |          |
| Élection partielle en italique Depuis 2005, les élections sont simultanées dans toutes les municipalités québécoises |                   |         |          |

## Économie
Son économie est traditionnellement basée sur l’agriculture et la foresterie.
Son tissu d’activités économiques regroupe soixante-dix (70) entreprises.
Son développement industriel et commercial offre un accès privilégié à un marché d’envergure régional et interrégional. À cet effet, une zone a été créée pour accueillir de nouvelles entreprises. Cette dernière a une superficie de 211 782 m2.
La population de Saint-Anaclet-de-Lessard est en continuelle croissance et présente un taux d'activité de 65,1 %, alors que celui de la MRC se situe à 63 %. Le revenu moyen annuel est de 23 072 $. Il s'agit donc d'une population très active, ayant un revenu et un niveau de vie comparable aux moyennes provinciales. En 2011, le nombre d'habitants est de 3 035.
Le pourcentage de la population âgée de 25 ans et plus avec un certificat ou un diplôme d'une école de métiers ou d'autres études non universitaires est de 41,3 %, alors qu'il se situe à 40 % pour l'ensemble du Québec. Saint-Anaclet-de-Lessard offre une main-d'œuvre qualifiée pour les entreprises œuvrant dans la transformation, les services agricoles et de transport ainsi que les commerces de "transit" et les industries de service.
La municipalité de Saint-Anaclet-de-Lessard peut se définir comme étant un centre de production agricole (avec 17 % de la production de la MRC) et une banlieue résidentielle (56 % des résidents travaillent à Rimouski). La forêt recouvre 58 % du territoire de cette municipalité. L'environnement de Saint-Anaclet est caractérisé par une vue sur la mer, de vastes terrains et la possibilité de mener une vie champêtre.

## Services
Le périmètre d'urbanisation de la municipalité est desservi par un réseau d'égout et d'aqueduc. La municipalité offre également un service de loisirs complet avec sa bibliothèque municipale, son centre communautaire, sa salle polyvalente et sa patinoire extérieure. Une entente en loisirs avec la Ville de Rimouski vient compléter la gamme des services offerts en loisirs aux gens de la Municipalité de Saint-Anaclet. Elle supporte un comité d'embellissement. L'accent a d'ailleurs été mis, depuis 1999, sur des mesures concrètes visant à embellir le périmètre urbain.
Les citoyens de Saint-Anaclet-de-Lessard ont accès à de nombreux commerces et peuvent profiter de la présence de plusieurs organismes bénévoles : la Société Saint-Jean-Baptiste, la Ligue de balle donnée, la Corporation des loisirs et les pompiers volontaires, etc. La population est également desservie par une école primaire et trois centres de la petite enfance(CPE). À cela s'ajoute la proximité du Cégep de Rimouski et de l'Université du Québec à Rimouski, situés à moins de dix kilomètres de Saint-Anaclet.

## Transports
L'une des caractéristiques principales de la municipalité de Saint-Anaclet-de-Lessard réside dans le fait qu'elle est située à un carrefour de différents moyens de transports. En effet, à proximité de Saint-Anaclet-de-Lessard, on a accès à un aéroport, un port de mer, une voie ferrée et une autoroute.
La municipalité de Saint-Anaclet est également située sur l'axe routier Rimouski - Mont-Joli, une route très achalandée par des transporteurs routiers. De plus, étant à l'extrémité Est de l'autoroute 20, la municipalité de Saint-Anaclet constitue un point stratégique pour l'usage de transport intermodal.

## Personnalités liées
Julien Desrosiers joueur de hockey sur glace né à Saint-Anaclet-de-Lessard porte-couleurs des Boxers de Bordeaux (France).
Roger Fournier (1929-2012) écrivain, auteur et réalisateur né à Saint-Anaclet-de-Lessard. Il est l'auteur d'une vingtaine de livres, dont La danse éternelle et Les sirènes du Saint-Laurent dont le sujet porte sur son enfance à Saint-Anaclet et qui ont porté à controverses dans son village natal. Il est également le réalisateur du film Les aventures d'une jeune veuve en 1974. La bibliothèque municipale a été renommée en son honneur après sa mort en 2012.

## Loisirs
On retrouve divers loisirs disponibles au courant de l'année dans la municipalité. L'hiver, la patinoire extérieure est ouverte et on retrouve un skateparc l'été à l'emplacement de la patinoire. On retrouve des terrains de soccer et un terrain de baseball. On retrouve aussi plusieurs sentier pédestres et sentiers de raquettes.